# Striodentalium hosoi
Striodentalium hosoi är en blötdjursart som först beskrevs av Tadashige Habe 1963.  Striodentalium hosoi ingår i släktet Striodentalium och familjen Dentaliidae. Inga underarter finns listade i Catalogue of Life.